# Mathieu Pustjens
Johannes Mathieu Pustjens (* 20. Februar 1948 in Echt-Susteren) ist ein ehemaliger niederländischer Radrennfahrer.

## Sportliche Laufbahn
Pustjens war im Straßenradsport aktiv. Als Amateur gewann er 1968 zwei Etappen im Grand Prix François Faber, 1970 zwei Etappen in der Österreich-Rundfahrt. Im Endklassement kam er auf den 15. Rang dieser Rundfahrt. 1971 wurde er in der Tour de l’Avenir 7. und gewann die Bergwertung der Rundfahrt. In der Tour de la Province de Liège holte er 1970 und 1971 Etappensiege.
Von 1972 bis 1974 war er Berufsfahrer. Zweimal fuhr er die Tour de France als Domestik von Lucien Van Impe. 1972 wurde er 25., 1973 erreichte er das Ziel nicht.